# しんかい
「しんかい」は海上保安庁が保有していた有人潜水調査船。建造当時、日本で初めて深度600メートルの潜航能力を有する深海潜水調査船であった。

## 建造に至る経緯
海洋開発や環境保全、災害対策の防止など、海を多目的に利用しようという機運を受けて、1961年、内閣総理大臣の池田勇人は海洋科学技術審議会に対して「海洋科学技術推進の基本方策について」の諮問を行った。1963年に同審議会が行った答申では「当面、緊急に必要なものは、生物資源、地下資源の豊富な大陸棚の調査ができ、しかも自由潜航ができる潜水調査船の建造である」とされ、その必要性が主張された。
これを受けて、1964年、科学技術庁において、東京大学工学部長の吉識雅夫教授を委員長とする潜水調査船特別委員会が構成され、その下部機構として基本要目調査部会、実験研究部会、動力用電池小委員会が設置された。昭和39年度で科学技術庁から日本造船研究会への委託研究として潜水調査船の要目についての検討（研究委託費 約2,000万円）、また昭和40年度では運輸省船舶技術研究所への委託研究としてその開発・建造に必要な試験研究が行われた（特別研究促進調整費 約520万円）。
これらの試験研究の成果に基づき、昭和41年度潜水調査船建造費が成立し、海上保安庁に建造業務が依頼されて、3か年計画で遂行されることになった。科学技術庁に潜水調査船建造会議が設けられ、その下部組織として、海上保安庁水路部長の松崎卓一を部会長とする第1部会と、東京大学工学部長の吉識雅夫を部会長とする第2部会が構成されて、詳細設計の審査および設計と並行して進める諸種の試作研究成果の検討を行う体制となった。

## 設計

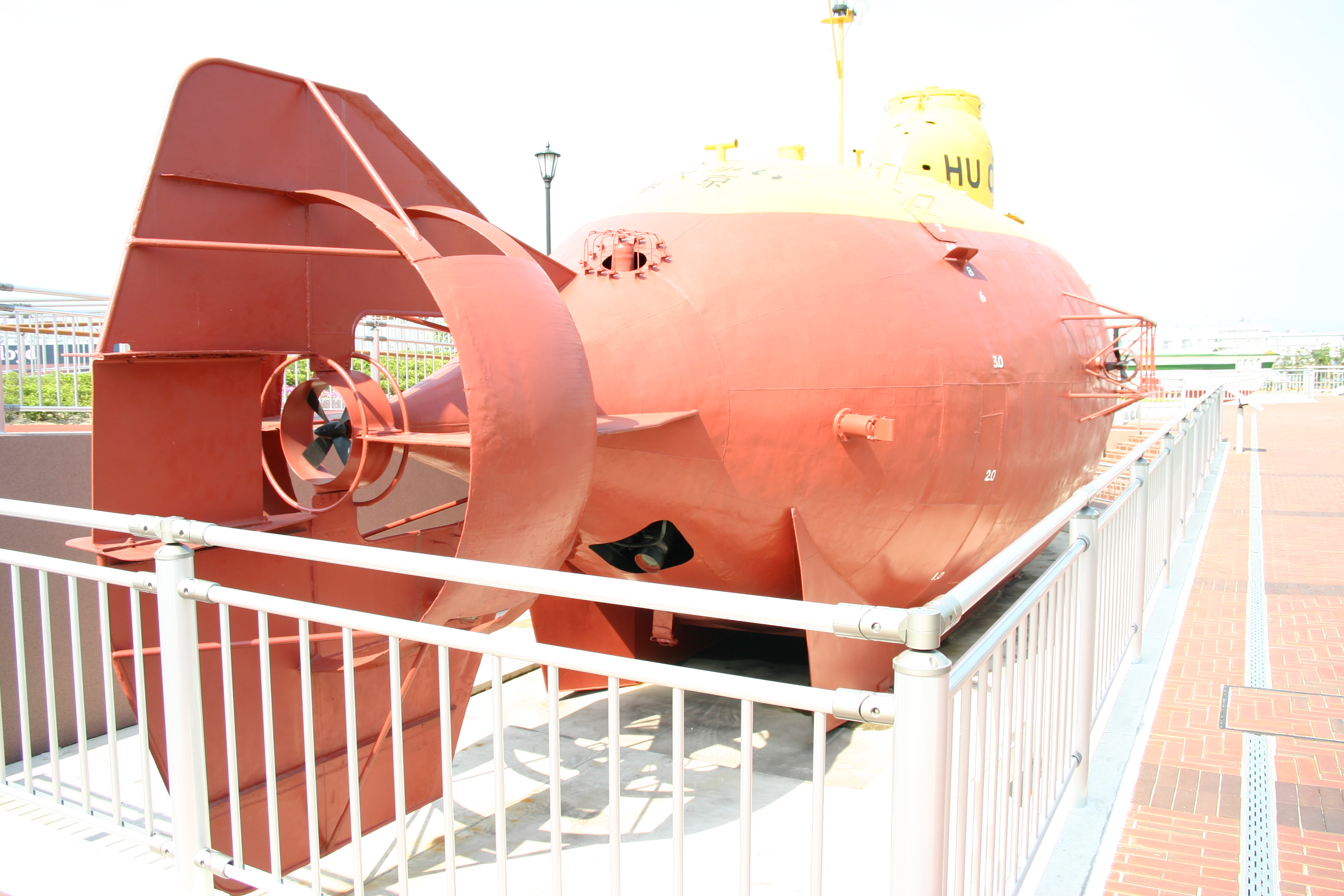
船尾方向から見た"しんかい"

潜水船の耐圧船殻の形状としては、一般に円筒、球あるいは円筒・円錐・球の組み合わせが採用される。ペイロードと安全潜航深度の比率を検討すると、安全潜航深度300メートル以下では円筒、以深では球殻が有利となるが、球殻は真球度保持に工作上の困難があること、また所定の浮量を得るためひとつの球の径を大きくすると球内の容積効率が悪くなるといった欠点もあり、本船では、耐圧殻外の艤装の配置や船体抵抗も考慮して、直径4メートルの球殻2個を円筒殻で連結する方式とした。また、万一のトラブルにより浮上できなくなった場合でも、乗員が水圧に曝されることなく安全に海面に脱出できるよう、脱出球装置も備えられている。
上記のような使用目的にあわせて、最大潜航深度は600メートルとされた。潜水船の耐圧船殻はこの深度の水圧に耐えるというだけでなく、撓みによる有効浮量の喪失や深海における水温下降・海水圧縮に伴う海水比重増大などといった要素を勘案した上で安全潜航深度において正浮量となるように計画する必要があり、いたずらに強度の大きい材料を使用して船殻板厚を小さくすることが得策とは限らない。これらの検討を踏まえて、前後耐圧球や脱出球、連絡筒などの耐圧部には、潜水艦などに使用実績の多い防衛庁規格NS46の高張力鋼が使用された。
潜水船では、大潮流域でない限りは一般に高速は要求されない。1ないし2ノットの低速で海底において観察・作業することが主目的であるから、速力よりは、船のx軸・y軸・z軸方向の運動およびこれら座標軸まわりの回転運動（ローリング・ピッチング・ヨーイング）の機敏性が重要である。本船の常用速力は1.5ノットであり、通常の舵では効果を期待し難いため、船の両舷に1対と船尾に1個のノズル付きプロペラを装備した。いずれも水中モーター（船尾は11 kW、両舷は2.2 kW）によって駆動され、船尾のプロペラは可逆かつ可変速、両舷のプロペラは可変速である。また両舷のプロペラは水平軸の周りに360度回転できるため、全力前進の際には3基のプロペラを全て前進方向に働かせて、約3.5ノットの速力を出すことができた。
動力源は50個の鉛蓄電池で、周囲温度25度のとき6時間率で100ボルト・2,000アンペア時である。船内容積の有効利用と鉛蓄電池から発生する有害ガスから乗員を守るという観点から、これらの蓄電池は油漬けとされて耐圧船殻外に取り付けられている。

## 装備
船外視察用の覗き窓は、耐圧殻前部球前部に内径120ミリのもの3個、下部に同大のもの1個、左右舷に内径50ミリのものがそれぞれ1個ずつ配置され、観察に死角が生じないよう措置された。またこのほか、観測と操船用を兼ねた水中テレビジョンを備えており、船の前後にカメラを配置し、切り替え使用として受像機は1基とした。カメラはビディコン式ターレットレンズ付きとし、焦点調節ならびに首振りの制御は船内から遠隔操作できた。
船体前端部下方にはマニピュレータを1組備えた。これは電動式で、作動半径2メートル、把握力15キログラム、垂直持ち上げ重量約50キログラムという性能を有し、先端指部を交換可能であるほか、採泥器2種や海底の熱流を精密測定自記するヒートフロー測定装置の操作にも用いられた。対象物を把握した状態で故障した場合に備えて、船内からマニピュレータ自体を離脱する機構も備えられていた。

## 船歴
1967年9月12日、川崎重工業神戸造船所の第7船台において起工された。1968年3月22日には命名式が挙行されて「しんかい」と命名されたが、この際、この船名を応募した約800名のうちの1人である芦別市立常磐小学校6年生の少年が除幕を行った。
初の最大使用深度潜航試験は同年11月26日に行われ、同日12時9分に600メートルに到達した。船体・乗員とも全く異常を認めなかった。
本船は第五管区海上保安本部水路部に所属し、神戸に基地を設けて整備・補給を行った。運用にあたっては、共正海運から傭船した「乙女丸」（351総トン）を母船として、同船によって調査海域まで曳航され、その警戒・支援を受けて潜航を行う方式としていた。
1年間にわたる試験潜航・訓練の期間を経て、昭和45年度より深海における各種の調査研究を開始した。運用に当たっては、科学技術庁が主催する潜水調査船運用会議において、その使用目的に応じ、関係各省庁の要請によって利用計画を決定していた。運用初期には、使用実績・経験が乏しい各種装置・機器の故障・不調が続発したが、徐々に解決されていき、1972年の第二回定期検査工事にあわせて蓄電池を含む大規模改修改善を行って以降は比較的順調な運用が続けられた。しかし観測者の各種要請に応えて潜航調査を進めるには、基本的性能、装備機器などが必ずしも満足すべきものでなく、絶えず乗組員の努力を必要とした。潜航前後の整備に長時間を要することのほか、曳航方式のため行動海域が制約されること、大型（90トン）のため運動性能が劣ることなどは、本船では解決しえない問題であった。
1977年1月13日は第三回定期検査の期限であったが、8年間の運用による各部の老朽化のため、その整備には建造費の2倍以上の経費が見込まれ、引き続き運用するとすればさらに多額の経費増が予想された。また母船の「乙女丸」も老朽化が進んだため昭和51年度限りで使用不能となり、その代替船の借り上げにも相当の経費増が見込まれた。更に、海洋開発の進展に伴って調査の対象は大陸棚から大陸棚斜面へと移行しつつあり、本船ではそのような調査を行うことは不可能であった。
これらの情勢を踏まえて、1976年4月、科学技術庁は吉識雅夫を座長とする「深海潜水調査船システムに関する総合検討会」を招集、同検討会に「しんかい評価検討分科会」を設けて検討を行った。同年9月に科学技術庁に提出された報告において、同検討会は「『しんかい』は建造当初の目標であった先導的技術開発及び共同利用船としての目的を達したものと評価される」と結論し、「しんかい」の運航は同年度一杯で終了することを勧告した。11月17日に開催された第15回潜水調査船運用会議においてこの方針は了承され、1977年1月28日をもって解役された。運用開始から1976年12月の最終潜航終了まで307回の潜航を記録し、延べ47,108.6メートルの潜航深度、延べ846時間4分の潜航時間に達した。この間に運航を体験した乗組員は19名、海洋調査に従事した観測者は148名を数えた。上記検討会の勧告に基づき、解役後は広島県呉市の海上保安大学校に保存展示されてきたが、2005年に同じ呉市にオープンした呉市海事歴史科学館（大和ミュージアム）に隣接する敷地（屋外）に移され、保存展示されている。
なお、本船の竣工直後にあたる1969年より、運輸省や日本舶用機器開発協会等では、潜航深度6,000メートル級潜水船の技術開発が進められており、1973年からは海洋科学技術センター（JAMSTEC）への委託研究も行われていた。この結果、一気に6,000メートル級潜水船を建造するのではなく、まず中間段階として2,000メートル級潜水船システムの開発・運用を行う必要があるとされ、1981年10月にしんかい2000が竣工した。

## フィクションへの登場
小松左京原作の『日本沈没』（1973年公開の映画版）に登場する潜水艇「わだつみ」は、当時日本で唯一の深海調査艇だった本船をモデルとしている。ただし、「わだつみ」の潜航深度は1万メートル（設計上は10万メートル）と設定されている。